# Woumen
Woumen (uitspraak [woːmə(n)]) is een dorp in de Belgische provincie West-Vlaanderen. Het is sinds 1977 een deelgemeente van de stad Diksmuide. Tot eind 1976 behoorde de parochie Jonkershove tot Woumen, maar bij de gemeentelijke herindelingen moest het die afstaan aan de gemeente Houthulst. Het dorp ligt langs de weg N369 van Diksmuide naar Ieper en is een van de grotere dorpen binnen Diksmuide.

## Geschiedenis
Het tracé van de Steenstraat, lopende tussen de site van het Blankaartkasteel in noordoostelijke richting, tussen Woumen en Klerken door, in de richting van Wijnendale, is dat van een Romeins deverticulum, een zijweg van de heerbaan van Boulogne-sur-Mer naar Keulen.
Woumen werd voor het eerst vermeld in 1096, als Walnes. Voordien heeft er waarschijnlijk al een houten kerkje gestaan. Ene Wouter van Woumen zou deelgenomen hebben aan de Eerste Kruistocht. In 1139 werd voor het eerst melding gemaakt van de kerk van Woumen. Omstreeks 1189 betwistte ene Boudewijn van Woumen het tiendrecht, dat in handen was van de Abdij van Corbie. Woumen vormde een ambacht binnen het Brugse Vrije. In 1488 werd de plaats verwoest door de troepen van Maximiliaan, als vergelding voor de Vlaamse Opstand tegen Maximiliaan. Ook in 1583 werd de kerk gedestrueert ende verbrandt, nu door de Calvinisten.
In 1830 wordt de steenweg tussen Diksmuide en Ieper aangelegd. Van 1852-1856 werd het Sint-Jozefsklooster gebouwd, van waaruit onderwijs en bejaardenzorg werd verricht. In 1864 splitste Jonkershove zich af als zelfstandige parochie. In 1977 werd Jonkershove bij de gemeente Houthulst gevoegd.
Tijdens de Eerste Wereldoorlog was het Blankaartgebied geïnundeerd, waardoor de Duitse opmars tot staan kwam. Niettemin was op het einde van de oorlog de kern van het dorp, inclusief de kerk, volledig verwoest. Op 28 september 1918 was Woumen bevrijd.
In 1920 kwamen de Zusters van Vincentius a Paulo van Gits naar Woumen, en zorgden voor de herbouw van het Sint-Jozefsklooster. Ook de rest van het dorp werd herbouwd.
In 1953 kwam een einde aan de winterse overstromingen van het broekgebied, door de ingebruikname van een gemaal. Verder brandde in 1985 de kerk af, welke in de daaropvolgende jaren werd herbouwd.

## Bezienswaardigheden
- Op het grondgebied van Woumen ligt het Blankaartkasteel met bijbehorend park en vijver (50 ha).

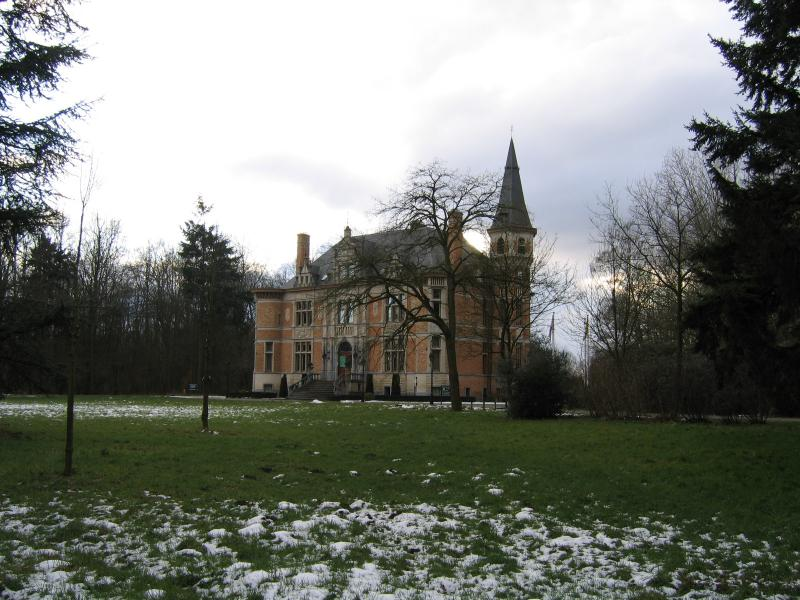
Kasteel De Blankaart
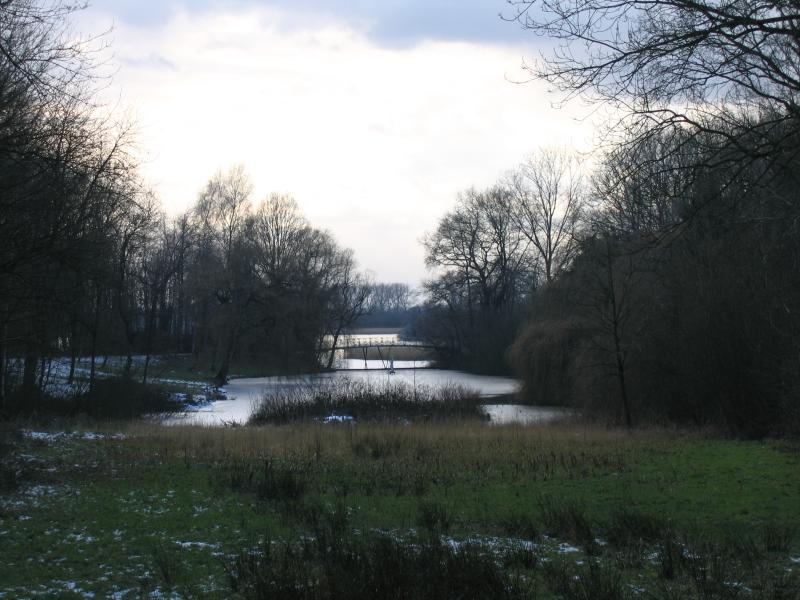
Blankaart kasteelvijver

- De Sint-Andreaskerk werd in de jaren 80 hersteld en gemoderniseerd na een brand. De vroegere kerk werd in de Eerste Wereldoorlog in 1914 volledig vernield. Een nieuwe kerk werd in 1925 heropgebouwd. Die brandde in 1985 uit, en werd de daaropvolgende jaren hersteld en heropgebouwd. Bij de heropbouw werden de drie beuken onder één dak gebracht en werden binnenin de pilaren weggenomen. Zo ontstond een hedendaags ruimte, gericht naar het altaar dat niet achteraan in de kerk stond, maar halverwege aan een zijgevel.

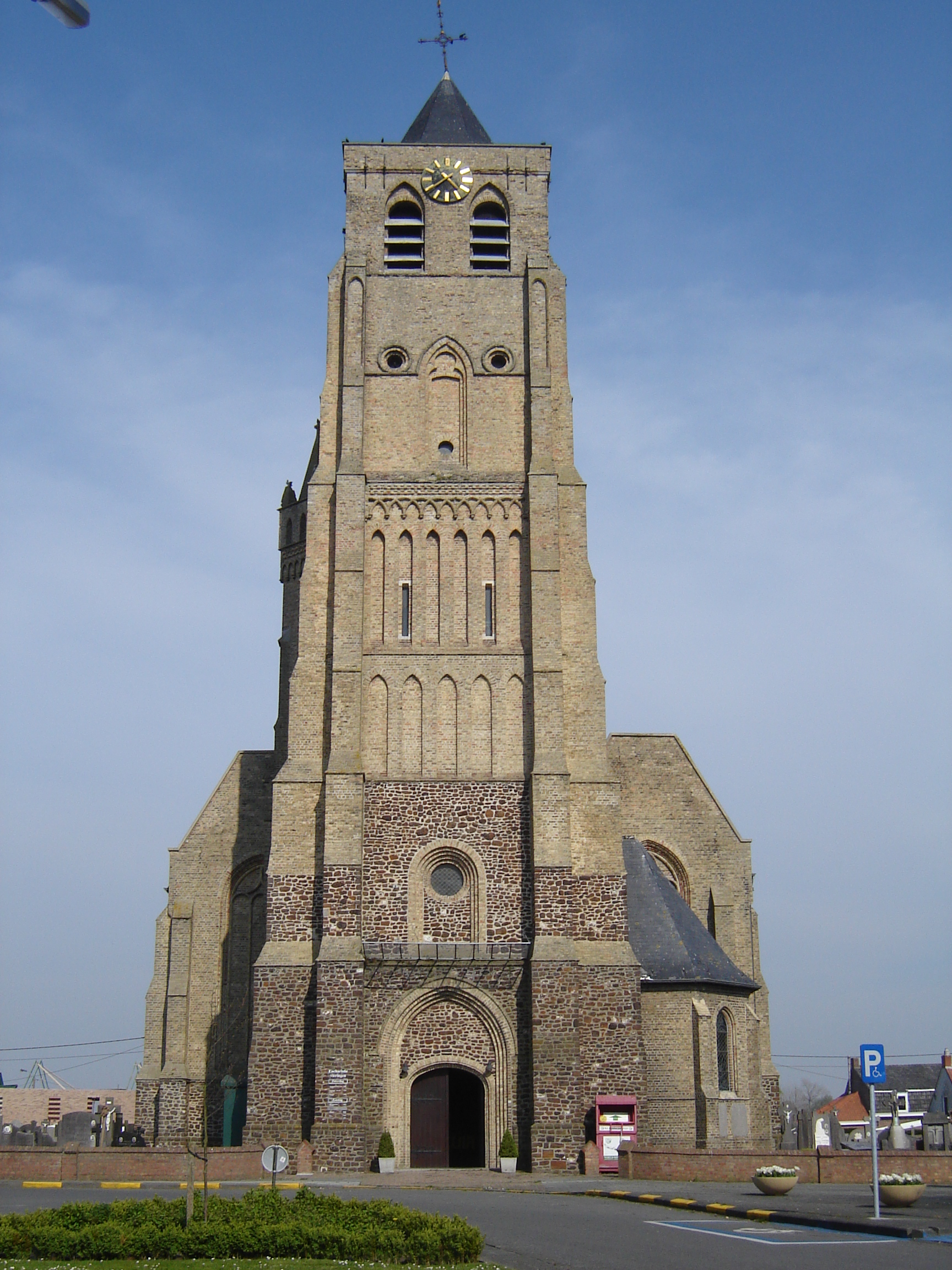
Sint-Andreaskerk, toren
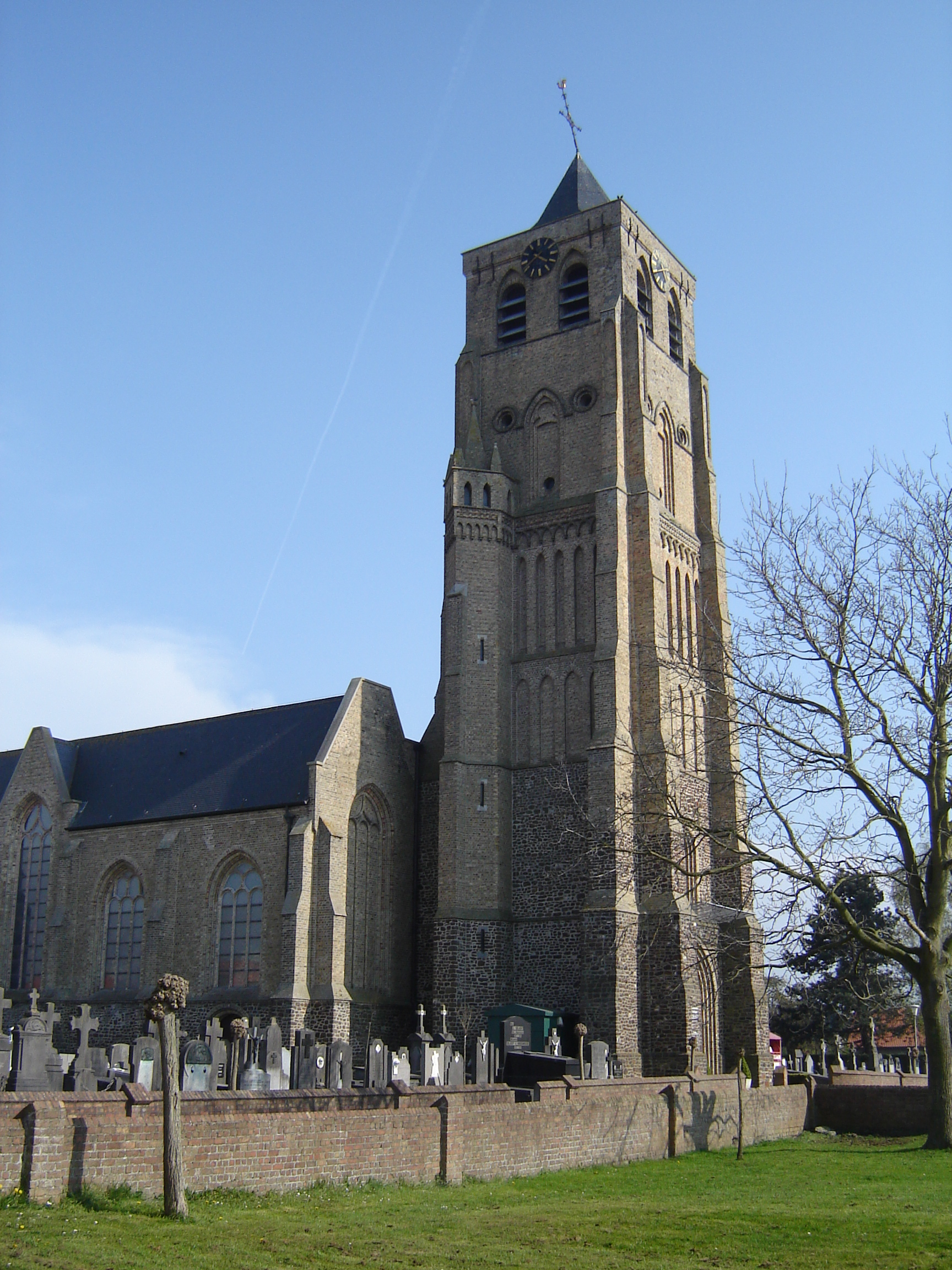
Sint-Andreaskerk
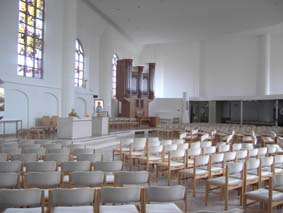
Het moderne interieur na de brand van 1985.

## Natuur en landschap
Woumen ligt op de grens van de IJzerpolders in het westen, en Zandlemig Vlaanderen in het oosten. De hoogte varieert van 4 tot 21 meter, waarbij de kom van het dorp op ongeveer 8 meter hoogte ligt. In de IJzerpolders liggen de Broeken van Woumen, een gebied van 650 ha. In 1953 werd een gemaal gebouwd, voordien stonden de polders 's-winters blank.
Van belang is het natuurreservaat De Blankaart, behorende bij het Blankaartkasteel. Het is onderdeel van het broekgebied in de lage overstroombare poldervlakte van de IJzer. De vijver ontstond in de 15de en 16de eeuw door turfwinning. Veel voorkomende vogels zijn de aalscholver, de bruine kiekendief en de blauwe reiger. Het gebied is een pleisterplaats voor trekkende watervogels en overwinterende eenden en ganzen.
Ook vindt men in het gebied een spaarbekken voor de drinkwatervoorziening. Dit werd in 1972 aangelegd. Het achthoekige bekken meet 60 ha en kan 3 miljoen m3 water bevatten. Het water is afkomstig van de IJzer en de daarin uitkomende beekjes en wordt uiteindelijk omgezet in drinkwater. Dagelijks betreft dit 40.000 m3. In het bekken ligt een dam die het bekken in een toevoer- en een afvoerbekken verdeelt.

## Demografische evolutie
Bronnen: NIS - Opm:1831 t/m 1970=volkstellingen, 1976= inwoneraantal op 31 december

Opm: in 1977 werd het dorp Jonkershove afgestaan aan Houthulst

## Nabijgelegen kernen
Diksmuide, Klerken, Merkem

## Politiek

### Burgemeesters (1920-1977)
- Edward Decoene
- Cyrille Tommelein
- Alfons De Splenter
- Cyriel Huyghebaert
- Georges Bulcke

## Religieuzen
In Woumen waren volgende kloostergemeenschappen werkzaam:
- 1874-1921: congregatie zusters van St.-Jozef
- 1920-heden: congregatie zusters van de H. Vincentius van Gits

## Sport
Voetbalclub SV Woumen is niet langer aangesloten bij de KBVB. SV Woumen gaat momenteel door het leven als liefhebbersploeg onder het verbond van RLV.